# Károly Sándor Pallai
Károly Sándor Pallai (1986, Miskolc) es un oceanista, creolista[cita requerida], historiador de la literatura, poeta, traductor y redactor húngaro.

## Biografía y obra
En 2005 empezó la carrera de Letras (literatura francesa y francofóna) en la Universidad Eötvös Loránd de Budapest, terminada en 2011. En 2015 defendió su tesis doctoral sobre la literatura francofóna contemporánea del Caribe, del Océano Índico (en particular las Seychelles) y del Pacífico (Polinesia Francesa, Vanuatu, Wallis y Futuna). Károly Sándor Pallai es miembro de varias sociedades científicas internacionales (Francia, Estados Unidos, Australia, Mauricio, Nederlands). En 2014 fue elegido miembro de la Sociedad Europea de Oceanistas como único científico húngaro.
Pallai es el fundador y el jefe de redacción de la revista electrónica internacional de literatura, arte y teoría literaria Vents Alizés, redactor de la rivista seychellense Sipay. Él es también el fundador y director de la casa editorial Edisyon Losean Endyen. En 2013 recibió una distinción ministerial en Seychelles en reconocimiento y apreciación por su valiosa y significativa contribución a la popularización de la cultura y literatura seychellenses.
Escribe y publica de la poesía en francés, inglés, creole seychellense, español, portugués, rumano, turco, tahitiano, suajili, húngaro en rivistas electrónicas e impresas en los Estados Unidos, Francia, Haití, Irlanda, Chile, Inglaterra, Noruega, Dania, Suiza, Tailandia, China, Canadá, Nigeria, Tahití, Hungría, Seychelles y en las Filipinas.
Es el primero traductor húngaro de múltiples idiomas (papiamento, sranan tongo, saramacca, aukan, sarnami, criollo seychelense, criollo haitiano, criollo mauriciano, tahitiano).

## Premios, distinciones
- 2016: Programa Nacional de Talento
- 2016: Premio literario Naji Naaman: Premio Genio (Líbano)
- 2016: Premio literario Szabó Lőrinc
- 2016: Programa Templeton Húngaro
- 2015: Programa Nacional de Talento
- 2013: Distinción ministerial - Ministerio de Cultura (Seychelles)
- 2013: 50 Jóvenes Talentos Húngaros

## Monografías, obras teóricas
| Año  | Título | Lugar | Editor                                                                                      | Volumen | ISBN              |
| ---- | --- | ----- | ------------------------------------------------------------------------------------------- | ------- | ----------------- |
| 2017 | Microlectures polynésiennes: Îles, consciences et identités dans la littérature contemporaine de la Polynésie française (literatura francofóna contemporánea de la Polinesia Francesa                        | Pécs  | Departamento de Filología Francesa, Universidad de Pécs (Acta Romanica Quinqueecclesiensis) | 232 p.  | 978-963-429-145-9 |
| 2017 | Mosaïque des océans: Idées, identités et enjeux dans les littératures contemporaines de la Caraïbe, de l'océan Indien et de l’Océanie (literatura contemporánea del Caribe, del Océano Índico y del Pacífico | Pécs  | Departamento de Filología Francesa, Universidad de Pécs (Acta Romanica Quinqueecclesiensis) | 228 p.  | 978-963-429-116-9 |
| 2017 | Subjectivités seychelloises: Identité et insularité dans la poésie seychelloise contemporaine (poesía de las Seychelles)                                                                                     | Pécs  | Departamento de Filología Francesa, Universidad de Pécs (Acta Romanica Quinqueecclesiensis) | 113 p.  | 978-963-429-114-5 |

## Obras literarias
| Año  | Título              | Lugar                 | Editor          | Volumen | Género | ISBN              |
| ---- | ------------------- | --------------------- | --------------- | ------- | ------ | ----------------- |
| 2013 | Liberty Limited     | Victoria (Seychelles) | Éditions Arthée | 133 p.  | Poesía | 978-99931-846-3-8 |
| 2013 | Mangeurs d'anémones | Victoria              | Éditions Arthée | 104 p.  | Teatro | 978-99931-846-2-1 |
| 2012 | Soleils invincibles | Victoria (Seychelles) | Éditions Arthée | 80 p.   | Poesía | 978-99931-846-1-4 |

## Obras traducidas
| Año  | Título                       | Autor              | Lugar      | Editor            | Volumen | Lengua             | ISBN              | Nota                                                 |
| ---- | ---------------------------- | ------------------ | ---------- | ----------------- | ------- | ------------------ | ----------------- | ---------------------------------------------------- |
| 2017 | À l'affût de Dieu            | Fellinger Károly   | Paris      | Éditions du Cygne | 136 p.  | húngaro -> francés | 978-2-84924-504-0 | selección, traducción y prefacio                     |
| 2017 | Bouria, szavak a viharban    | Denis Emorine      | Budapest   | Underground Kiadó | 73 p.   | francés -> húngaro | 978-963-12-8966-4 | edición, traducción y prefacio                       |
| 2017 | The Treasure Chest           | Károly Fellinger   | Bratislava | AB-ART            | 134 p.  | anglès -> francés  | 978-80-8087-205-2 | traducción                                           |
| 2017 | Feuilles d'automne           | Manolis Aligizakis | Paris      | Éditions du Cygne | 56 p.   | anglès -> francés  | 978-2-84924-477-7 | selección, traducción y prefacio                     |
| 2016 | Chair impassible             | Attila F. Balázs   | Paris      | Éditions du Cygne | 86 p.   | húngaro -> francés | 978-2-84924-460-9 | selección, traducción y prefacio                     |
| 2016 | Naissance du visage étranger | András Petőcz      | Paris      | Éditions du Cygne | 82 p.   | húngaro -> francés | 978-2-84924-447-0 | selección, traducción (con Georges Kassai), revisión |
| 2015 | Bétonnière ivre              | Károly Fellinger   | Paris      | Éditions du Cygne | 104 p.  | húngaro -> francés | 978-2-84924-428-9 | selección, traducción y prefacio                     |